# Buhui-Höhle
Die Buhui-Höhle (auch Buhui-Grotte, rumänisch Peștera Buhui oder Grota Buhui) ist ein Schutzgebiet in Natur- und Landschaftsschutz der IUCN-Kategorie IV. Sie befindet sich im Anina-Gebirge, auf dem Areal der Stadt  Anina, im Kreis Caraș-Severin, in Rumänien.

## Geografische Lage
Die Buhui-Höhle liegt drei Kilometer von der Stadt Anina und rund vier Kilometer vom Buhui-See entfernt.

## Beschreibung
Die Buhui-Höhle wurde im Jahr 1994 unter Schutz gestellt und 2000 als Naturschutzgebiet zum Bestandteil des Nationalparks Semenic-Cheile Carașului.
Sie ist mit einer Länge von 3217 Metern die längste Höhle im Banater Gebirge. Die Höhle wurde zwischen 1875 und 1884 erstmals von dem österreichischen Geologen und Paläontologen Rudolf Hoernes wissenschaftlich erfasst.
Die Buhui-Höhle hat drei Eingänge, den Certej-Eingang, den Dolineneingang und die Buhui-Grotte.
Die Hauptgalerie folgt dem unterirdischen Lauf des Buhui-Baches, dessen Lauf Tosbecken und Wasserfälle aufweist. Die letzten 400 Meter der Galerie können nur schwimmend oder mit einem Schlauchboot überwunden werden.
Zu den fossilen Nebengalerien zählen der Bärensaal, der Säulensaal und der Domsaal, die wie die Hauptgalerie zahlreiche Tropfsteingebilde aufweisen.